# Gadamayo (Bogo)
Pour les articles homonymes, voir Gadamayo.
Gadamayo (ou Gada Mayo, Gadamayo Sambo) est une localité du Cameroun située dans l'arrondissement de Bogo, le département du Diamaré et la région de l’Extrême-Nord. Elle fait partie du lawanat de Tankirou.

## Population
En 1975, la localité comptait 114 habitants, des Peuls.
Lors du recensement de 2005, on y a dénombré 158 personnes.